# Николајевск на Амуру
Николајевск на Амуру (рус. Николаевск-на-Амуре) град је и пристаниште у Русији, административни центар Николајевског региона у Хабаровском крају.
Град је индустријски и културни центар Приамурја. У граду се налази лука на реци Амур, и аеродром.
У Николајевску на Амуру у 2023 живи око 17,983 људи.

## Историја
По неким изворима, до Ајгунског договора 1858. године, у околини будућег Николајевска живело је кинеско становништво. Руски морепловац Генандиј Иванович Навелској (Геннадий Иванович Невельской) је 1. августа 1850. године основао војно-административно насеље Николаевский пост. У почетку становништво постаје је чинило само шесторо људи. Прва грађевина у будућем граду је била Јакутска кућа-ураса.
14. новембра 1856. на месту Николајевске постаје основан је град Николајевск. Такође у Источно-Сибирској губернерији основана је Приморска област (Приморская область) са седиштем у Николајевску. У том периоду Николајевск је постао важнија лука на Руском далеком истоку.
Николајевск је 24. фебруара 1858. године постао обласни град. Те године у граду је постојало до 200 грађевина и живело је 1.757 људи.
Године 1870. из Николајевска је у Владивосток пренесена главна лука на Руском далеком истоку, после чега је град почео да опада. Такође 28. априла 1880. године престоница Приморске области је из Николајевска пренета у Хабаровск.
Године 1890. у Николајевску је одсео Антон Павлович Чехов, на свом путу за Сахалин. У књизи «Острво Сахалин (Остров Сахалин)» писац описује мрачну атмосферу некада успешног града. Године 1895. у граду је становништво спало на 1.000 људи.
Добијање злата је привукло људе па је већ 1897. године у граду живело 5.668 становника.
Године 1913. број становника се попео на 14,4 хиљада становника. У граду је постојало 2.136 грађевина и поново су сазидане школе. Ускоро је Николајевск опет постао обласним градом, овог пута центар Сахалинске области (Сахалинская область). За време Октобарске револуције број становника је премашио 15.000.
Године 1918. у град су упали Јапанци. То је изазвало потпун економски пад града.
Између 1920. и 1922. године Николајевск се налазио у саставу Далекоисточне републике.
Године 1922. у граду је установљена совјетска власт. 15. марта 1926. године утврђено је ново име града «Николајевск на Амуру (Николаевск-на-Амуре)», и он је постао центар Николајевског округа Приморске губерније.
За време совјетске власти у граду је развијена рибарска индустрија. Године 1934. град је постао центар Доње-Амурске области.
Године 1941. на фронт је послато хиљаду становника града. 
Године 2002. у Николајевску на Амуру је саграђен нови православни храм.

## Становништво
Према прелиминарним подацима са пописа, у граду је 2010. живело становника, (%) више него 2002.
| 1939.  | 1959.  | 1970.  | 1979.  | 1989.  | 2002.  | 2010.  |
| ------ | ------ | ------ | ------ | ------ | ------ | ------ |
| 17.314 | 30.923 | 30.082 | 33.529 | 36.296 | 28.492 | 22.752 |

## Галерија
- Грб 1912
- Грб 1970
- Грб 1999
- Грб 2002

## Индустрија
Основне гране индустрије у граду су:
- добијање метала
- грађевинарство;
- енергетика;
- сеча и прерада дрвета;
- дибијање и прерада рибе.